# Sergio Medina

Sergio Medina (La Victoria, 7 de octubre de 1882 - Ib., 7 de abril de 1933), fue un poeta, periodista y agricultor venezolano.
Estudió en el desaparecido Colegio Ribas de su ciudad natal, bajo el influjo del maestro Luis Churión, aunque se le considera un autodidacta en cuanto a su educación literaria. Su poesía está inscrita en el nativismo, con influencias del modernismo. Publicó sus poemas en los periódicos regionales: El Criterio, Ariel, Prosa y Verso, Puntos y Coma, así como en la revista caraqueña El Cojo Ilustrado. 
Su obra consta de dos poemarios: Poemas de sol y soledad (1913), con prólogo de Jesús Semprum; y Cigarras del Trópico (1927), este último con una segunda edición de la Editorial Cecilio Acosta en 1942.
En la breve reseña biográfica escrita por el historiador Oldman Botello, para el diccionario de historia de Venezuela de Fundación Polar, este considera a Medina como el principal poeta lírico del estado Aragua.